# Locustella thoracica
Locustella thoracica é uma espécie de ave da família Locustellidae.
Pode ser encontrada nos seguintes países: Bangladesh, Butão, China, Índia, Coreia do Norte, Laos, Mongólia, Myanmar, Nepal, Rússia e Tailândia.
Os seus habitats naturais são: florestas boreais.